# Catton (Yorkshire du Nord)
Pour les articles homonymes, voir Catton.
Catton est un village et une paroisse civile du Yorkshire du Nord, en Angleterre.